# Fuka
Fuka is een plaats in de gemeente Gradec in de Kroatische provincie Zagreb. De plaats telt 120 inwoners (2001).